# (400142) 2006 UT224
(400142) 2006 UT224 es un asteroide perteneciente al cinturón de asteroides, descubierto el 19 de octubre de 2006 por el equipo del Mount Lemmon Survey desde el Observatorio del Monte Lemmon, Arizona, Estados Unidos.

## Designación y nombre
Designado provisionalmente como 2006 UT224.

## Características orbitales
2006 UT224 está situado a una distancia media del Sol de 2,680 ua, pudiendo alejarse hasta 3,217 ua y acercarse hasta 2,144 ua. Su excentricidad es 0,200 y la inclinación orbital 11,61 grados. Emplea 1603,21 días en completar una órbita alrededor del Sol.

## Características físicas
La magnitud absoluta de 2006 UT224 es 17.